# Crypthelia cymas
Crypthelia cymas is een hydroïdpoliep uit de familie Stylasteridae. De poliep komt uit het geslacht Crypthelia. Crypthelia cymas werd in 1986 voor het eerst wetenschappelijk beschreven door Cairns. 